# 鯖石川
鯖石川（さばいしがわ）は、新潟県十日町市から柏崎市にかけてを流れる河川。二級水系・鯖石川水系を構成しており、水系全体の流域には刈羽村や上越市大島区も含まれる。

## 概要
十日町市蒲生の東頸城丘陵を源とし、柏崎市高柳町を縦貫したのち、柏崎市街地の北側で日本海に注ぐ。
上流域は山岳地帯、中流域は随所に河岸段丘が見られる地帯となっており、下流域では刈羽平野が広がる。

## 主な支流
上流側から順に以下の通り。
- 石黒川（延長6.5 km[1]）
- 長鳥川（延長10.7 km[1]）
- 別山川（延長17.37 km[1]）

## 河川施設
- 鯖石川ダム（柏崎市高柳町田代）

## 並行する交通
鯖石川
- 新潟県道12号松代高柳線
- 国道252号

長鳥川
- 信越本線（長鳥駅 - 安田駅間）

別山川
- 越後線（石地駅 - 西中通駅間）
- 国道116号